# Tebing Kandang
Tebing Kandang is een bestuurslaag in het regentschap Bengkulu Utara van de provincie Bengkulu, Indonesië. Tebing Kandang telt 660 inwoners (volkstelling 2010).